# Simone Mori
Simone Mori (Roma, 18 novembre 1965) è un doppiatore, direttore del doppiaggio, dialoghista e attore italiano.

## Biografia
Figlio dell'attore e doppiatore Renato Mori, si è formato presso la scuola del Teatro "La Scaletta" diretta da Gianni Diotaiuti. Per il cinema presta spesso la voce ad attori quali John C. Reilly, Ice Cube, Omar Sy, Seth Rogen, Mekhi Phifer, Rob Schneider, Richard T. Jones, Don Cheadle e Omar Benson Miller. In televisione ha doppiato David Schwimmer, nel ruolo di Ross Geller, nel serial Friends e Gary Dourdan, nel ruolo di Warrick Brown, nel telefilm CSI - Scena del crimine. Inoltre presta voce al personaggio Varys de Il Trono di Spade, interpretato da Conleth Hill. Tra i personaggi d'animazione: Hermes Conrad in Futurama, Toshiyuki Saejima in Great Teacher Onizuka, Averell Dalton in Lucky Luke, Kiriko in Hunter × Hunter e Vash the Stampede in Trigun e Trigun: Badlands Rumble.
Dal 2003, oltre a doppiare, ha intrapreso la carriera di direttore del doppiaggio.
Come attore, il suo ruolo più importante e longevo è stato quello di Maurizio Gemito nella serie TV Romanzo criminale.
Nel 2011 ha partecipato ad Acquari di famiglia insieme a Paolo Marchese e nell'anno successivo ha vinto il premio Leggio d'oro per il doppiaggio di Omar Sy in Quasi amici.
Nel 2024 interpreta Giano nello spettacolo I sette re di Roma per la regia di Enrico Brignano.

## Filmografia
- Una lepre con la faccia di bambina - miniserie TV, regia di Gianni Serra (1989)
- Classe di ferro - serie TV, episodio 1.1 (1989)
- Un commissario a Roma - serie TV, episodio 1.18 (1993)
- Carabinieri - serie TV (2002)
- Romanzo criminale - La serie - serie TV (2008-2010)
- Una pallottola nel cuore - serie TV, terza stagione (2018)
- La teoria del sangue, regia di Luca Elmi (2019)

## Teatro
.  Rugantino (2013)
- I sette re di Roma di Luigi Magni, regia di Enrico Brignano, musiche di Nicola Piovani (2024)[2]

## Doppiaggio

### Film
- John C. Reilly in Boogie Nights - L'altra Hollywood, Magnolia, Gioco d'amore, The Hours, Dark Water, Radio America, Ricky Bobby - La storia di un uomo che sapeva contare fino a uno, Walk Hard - La storia di Dewey Cox, Fratellastri a 40 anni, Aiuto vampiro, Carnage, ...e ora parliamo di Kevin, Kong: Skull Island, Stanlio & Ollio, I fratelli Sisters
- Ice Cube in Il distintivo di vetro, Anaconda, Three Kings, Fantasmi da Marte, Io, lei e i suoi bambini, xXx 2: The Next Level, Finalmente a casa, First Sunday - Non c'è più religione, Una squadra molto speciale, 21 Jump Street, Poliziotto in prova, 22 Jump Street, Un poliziotto ancora in prova, xXx - Il ritorno di Xander Cage, L'assistente della star
- Omar Sy in Quasi amici - Intouchables, Troppo amici, Due agenti molto speciali, Dream Team, Mood Indigo - La schiuma dei giorni, Jurassic World, Mister Chocolat, Famiglia all'improvviso - Istruzioni non incluse, Dr. Knock, Il viaggio di Yao, Wolf Call - Minaccia in alto mare, Il richiamo della foresta
- Seth Rogen in Molto incinta, Su×bad - Tre menti sopra il pelo, Spiderwick - Le cronache, Strafumati, Funny People, The Green Hornet, The Interview, The Disaster Artist, Non succede, ma se succede..., The Fabelmans
- Brian Tyree Henry in Widows - Eredità criminale, Se la strada potesse parlare, La bambola assassina, Hotel Artemis, Godzilla vs. Kong, Bullet Train, Godzilla e Kong - Il nuovo impero
- Benedict Wong in Spy Game, Piccoli affari sporchi, Sunshine, Moon, Annientamento, Gemini Man, Weapons
- Frank Grillo in Captain America: The Winter Soldier, Anarchia - La notte del giudizio, Captain America: Civil War, La notte del giudizio - Election Year, Avengers: Endgame, Superman
- Rob Schneider in Animal, Il giro del mondo in 80 giorni, Gli scaldapanchina, American Crude - Follie in America, Un weekend da bamboccioni
- Don Cheadle in Traffic, Colpo grosso al drago rosso - Rush Hour 2, Ocean's Eleven - Fate il vostro gioco, Ocean's Twelve, Ocean's Thirteen, Reign Over Me
- Joel Edgerton in Il grande Gatsby, Regali da uno sconosciuto - The Gift, Black Mass - L'ultimo gangster, Midnight Special - Fuga nella notte, Red Sparrow
- Angus Sampson in Insidious, Oltre i confini del male: Insidious 2, Insidious 3 - L'inizio, Insidious - L'ultima chiave, La vedova Winchester
- Ethan Suplee in American History X, Il sapore della vittoria, Blow, Evolution
- Dominic West in Money Monster - L'altra faccia del denaro, Genius, Tomb Raider
- David Schwimmer in L'allievo, Sei giorni sette notti, The Iceman
- Jon Favreau in Cose molto cattive, Tutti insieme inevitabilmente, L'isola delle coppie
- Taye Diggs in Go - Una notte da dimenticare, Vizi mortali
- Common in Run All Night - Una notte per sopravvivere, John Wick - Capitolo 2
- Til Schweiger in Tomb Raider - La culla della vita, King Arthur
- Terrence Dashon Howard in L'allenatrice, Ray
- Nicholas Turturro in Una ragazza sfrenata, Io vi dichiaro marito e... marito
- Isaiah Washington in Bulworth - Il senatore, Ferite mortali
- Sullivan Stapleton in 300 - L'alba di un impero, Renegades - Commando d'assalto
- Dave Bautista in Blade Runner 2049, Stuber - Autista d'assalto
- Viggo Mortensen in Non aprite quella porta - Parte 3, 28 giorni
- Jack Black in Il rompiscatole, L'invidia del mio migliore amico
- Anthony Mackie in The Man - La talpa, Eagle Eye
- Will Forte in I fratelli Solomon, Baby Mama
- Cliff Curtis in Il caso Thomas Crawford, Crossing Over, Avatar - La via dell'acqua
- Rhys Ifans in The King's Man - Le origini, Nyad - Oltre l'oceano, Venom: The Last Dance
- Michael Peña in Crash - Contatto fisico, The Lucky Ones - Un viaggio inaspettato
- Nick Frost in Kinky Boots - Decisamente diversi, Il cacciatore e la regina di ghiaccio
- Steven Mackintosh in Underworld: Evolution, Underworld - La ribellione dei Lycans
- Robin Shou in Mortal Kombat, Mortal Kombat - Distruzione totale
- Christopher Lawford in Thirteen Days, Terminator 3 - Le macchine ribelli
- Kris Marshall in Tre uomini e una pecora, Natale con il babbo
- RZA in Derailed - Attrazione letale, Io sono nessuno
- Mykelti Williamson in Forrest Gump, Barriere
- Kristofer Hivju in Cocainorso, Uno Rosso
- Matthew McConaughey in Non aprite quella porta IV
- James Spader in Lincoln
- 50 Cent in I mercenari 4 - Expendables
- Matthew Whittet in Moulin Rouge!
- Sterling K. Brown in Black Panther
- David Oyelowo in Selma - La strada per la libertà
- Shaquille O'Neal in Kazaam - Il gigante rap
- Tony Goldwyn in Gli intrighi del potere - Nixon
- David Harbour in A Working Man
- William Baldwin in Nato il quattro luglio
- Spencer Lucas e John B. Wells in Bella, pazza e pericolosa
- Ato Essandoh in Jason Bourne
- Dominic Purcell in Killer Elite
- Daniel Wu in Warcraft - L'inizio
- Wade Barrett in Dead Man Down - Il sapore della vendetta
- Kirk Acevedo in Apes Revolution - Il pianeta delle scimmie
- Djimon Hounsou in Never Back Down - Mai arrendersi, Gran Turismo - La storia di un sogno impossibile
- Deobia Oparei in 7 Seconds
- Glenn Plummer in Qualcosa di personale
- Daniel Sunjata in Il cavaliere oscuro - Il ritorno
- Conleth Hill in Il pescatore di sogni
- Rainn Wilson in Juno
- Will Smith in Bad Boys
- David Lewis in Lake Placid[3]
- Jsu Garcia in ...e alla fine arriva Polly
- Jake Wood in The Illusionist - L'illusionista
- Victor Rivers in La maschera di Zorro
- Cameron Thor in Jurassic Park
- Arben Bajraktaraj in Io vi troverò, La chiave di Sara
- William Fichtner in Il cavaliere oscuro
- Joe Egan in Sherlock Holmes
- Martin Serene in Seven
- Terry Loughlin in Billy Bathgate - A scuola di gangster
- David Yip in Entrapment
- Frank Nendels in Merry Christmas
- Hugh Laurie in La maschera di ferro
- Josh Stamberg in J. Edgar
- Dash Mihok in Sleepers
- Reno Wilson in Transformers 3, Transformers 4 - L'era dell'estinzione
- Abhishek Bachchan in Happy New Year
- Kurupt in Hollywood Homicide
- Terry Crews in Scary Movie V
- Brendan Coyle in The Raven
- Jason Scott Lee in Mulan
- Terry Serpico in Donnie Brasco
- Keegan-Michael Key in Raccontami di un giorno perfetto
- Christian Bale in L'alba della libertà
- Diarmaid Murtaugh in Against the Ice
- Sterling Macer, Jr. in La ragazza della palude
- Gary Basaraba in Killers of the Flower Moon
- Christian Stokes in Five Nights at Freddy's
- Colman Domingo in Rustin
- Artie Lange in Lo scapolo d'oro
- Luis Guzmán in Non sei invitata al mio bat mitzvah
- Marc Duret in Le Grand Bleu
- Jakub Wieczorek in Il divorzio
- Matteo van der Grijn in IHostage
- John Daly in Un tipo imprevedibile 2

### Film d'animazione
- Mantide in Kung Fu Panda, Kung Fu Panda 2, Kung Fu Panda 3
- Pohatu in Bionicle: Mask of Light
- Puffo Coraggioso ne I Puffi, I Puffi 2
- Jefferson Davis in Spider-Man - Un nuovo universo, Spider-Man: Across the Spider-Verse
- Aoshima in Memories
- Pompadour in South Park - Il film: più grosso, più lungo & tutto intero
- Jean Jacquemonde in Spriggan
- Chien-Po in Mulan II (parte parlata)
- Calico in Come cani e gatti
- Musiciste in I Magicanti e i tre elementi
- Scheggia in Striscia, una zebra alla riscossa
- Scab in Uno zoo in fuga
- Agente Landers in Monster House
- Pig in Barnyard - Il cortile
- Dr. Kōsaku Tokita in Paprika - Sognando un sogno
- Greg Glenn in Resident Evil: Degeneration
- Sohone in Mune - Il guardiano della luna
- Nash ne Il viaggio di Arlo
- Frank in Sausage Party - Vita segreta di una salsiccia
- Internet Troll in Emoji - Accendi le emozioni
- Kevin lo scoiattolo in Dolittle[4]
- Bob in Vita da giungla alla riscossa! Il film
- Reggie il gargoyle in Sherlock Gnomes
- Deathstroke in Batman Ninja
- Papà in Eroi modesti - Ponoc Short Films Theatre
- Shaggy Rogers in Scooby-Doo e gli invasori alieni
- Vash the Stampede in Trigun: Badlands Rumble[5]
- Alystar in Boog & Elliot 3
- Hendricks in Spirit - Il ribelle
- Dang Hai in Raya e l'ultimo drago
- Veterinario in Il gatto con gli stivali 2 - L'ultimo desiderio
- Sam Stringer in PAW Patrol - Il super film
- Puffin in Maurice, un topolino al museo
- Arthur Gillman in Ruby Gillman - La ragazza con i tentacoli
- Buddha in The Monkey King
- D16 / Megatron in Transformers One
- Vic, padre di Garfield in Garfield - Una missione gustosa

### Serie televisive
- David Schwimmer in Friends, Band of Brothers - Fratelli al fronte, Friends: The Reunion
- Esai Morales in Titans
- Omar Sy in Lupin
- Jamie Campbell Bower in Stranger Things (come Vecna)
- Danny "Whizz-Bang" Owen in Peaky Blinders
- Shemar Moore in Criminal Minds, S.W.A.T.
- Rockmond Dunbar in The Mentalist
- Gary Dourdan in CSI - Scena del crimine
- Omari Hardwick in Power
- Lance Reddick in Fringe
- Lennie James in Save Me
- Andre Braugher in Homicide
- David Ramsey in Arrow
- David Hewlett in Stargate Atlantis
- Conleth Hill ne Il Trono di Spade
- David Oyelowo in The Good Wife
- Marcus Giamatti in Giudice Amy
- Sean Hayes in Scrubs - Medici ai primi ferri
- Jason Matthew Smith in Playmakers
- Demetrius Grosse in The Brave
- Noah Emmerich in Space Force
- Juan Pablo Obregón in Chica vampiro
- Maximiliano Ghione in Dance! La forza della passione
- David Krumholtz in The Deuce - La via del porno
- Luis Guzmán in Mercoledì
- Jacob Ming-Trent in Only Murders in the Building
- Jason Scott Lee in Dottoressa Doogie
- Kim Yoon-seok in Se un albero cade in una foresta
- Benedict Wong ne Il problema dei 3 corpi
- Laurence O'Fuarain in The Gentlemen
- Owain Arthur in Gli anelli del potere
- Colman Domingo in The Madness

### Serie animate
- Hermes Conrad in Futurama
- Lepre ne Le avventure del bosco piccolo[6]
- Mantide in Kung Fu Panda - Mitiche avventure
- Butters Stotch e Pompadour in South Park (doppiaggio SEFIT-CDC)
- Lexington in Gargoyles - Il risveglio degli eroi
- Chris Bradford / Dogoound / Rahzar in Teenage Mutant Ninja Turtles - Tartarughe Ninja
- Lorne in Rekkit Rabbit
- Averell Dalton ne Le nuove avventure di Lucky Luke
- Kiriko in Hunter × Hunter
- Kagewaki Hitomi in Inuyasha
- Bob in Vita da giungla: alla riscossa!
- Vash the Stampede in Trigun
- Shar in Strange Dawn
- Zenon in Saiyuki
- Obelix in Asterix & Obelix: Il duello dei capi
- Toshiyuki Saejima in Great Teacher Onizuka
- Shaggy Rogers in I 13 fantasmi di Scooby-Doo
- Pollo Smidollato in Mucca e Pollo
- Re Andrias Leviathan in Anfibia (ep. 2x07+)
- Roddy Diesel in Super ladri
- Heiji Shindo in Blue Eye Samurai
- Senshi in Dungeon Food
- Bella voce di Paperino in DuckTales
- Barbarossa in Mermaid Magic
- Taro Sakamoto in Sakamoto Days[7]

### Programmi TV
- Christian Jessen in Grassi contro magri, Malattie imbarazzanti
- Ric Savage in Cacciatori di tesori
- Steve McGranahan in Fat N' Furious: grassi ma veloci
- Voce narrante in ER: Storie incredibili

### Videogiochi
- Junior, Mutante, Capo Alpha Team, Warden McCarthy in Ghosthunter (2003)[8]
- Hurley in G-Force - Superspie in missione (2009)[9]
- Barry Sambene in Jurassic World Evolution 2: Dominion Malta Expansion (2022)[10]